# Sphragifera biplagiata
Sphragifera biplagiata là một loài bướm đêm trong họ Noctuidae.